# Кут (заказник)
Кут — ботанічний заказник місцевого значення у Золотоніському районі Черкаської області.

## Опис
Площа 15,8 га. Як об'єкт природно-заповідного фонду створено рішенням Черкаської обласної ради від 25.10.2019 року № 32-41/VII.
Розташовано в адміністративних межах Шрамківської сільської громади, між селами Остапівка та Ковтунівка. Під охороною балка, яка розташована в системі річкового стоку річки Чумгак із добре збереженою чагарниковою, лучно-степовою, лучною та лучно-болотною рослинністю.
Землекористувач та землевласник — Шрамківська сільська громада.